# 有坂直樹
有坂 直樹（ありさか なおき、1969年12月13日 - ）は、秋田県大仙市出身の元競輪選手。日本競輪学校（当時。以下、競輪学校）第64期卒業。師匠は福地清（29期）。現役当時は日本競輪選手会青森支部所属（登録地は秋田県）。秋田県には競輪場が無いため、現役時代は六郷自転車競技場（美郷町）を練習拠点としていた。血液型はO型。

## 来歴
秋田県立大曲農業高等学校在学中における高校総体や国体などスプリント種目での数々の優勝により、競輪学校へは技能試験免除により入学を果たす。競輪学校は在校成績2位で卒業。
初出走は1989年8月5日の西武園競輪場で、初勝利も同レース。デビュー後は同期の高木隆弘、三宅伸とともに「64期三羽烏」と呼ばれ、1期後輩の吉岡稔真の対抗馬として注目された。
その後暫くの間は腰痛の影響などで伸び悩み、開設記念（GIII）程度のレースまでの活躍に留まっていた。だが、30代となってから伏見俊昭や齋藤登志信といった北日本の若手自力選手が台頭してきたこともあり、戦法を自力から追込に転向したことで、以降は徐々に調子を上げていく。2005年、川崎競輪場で行われた第1回サマーナイトフェスティバルにて、開催中にある解説者から「ここで取れないと一生大きいレースを取れない」と言われたことに発奮し優勝、GII初優勝を飾った。
2006年は競輪祭で3着、日本選手権競輪で2着に入るなど安定した成績を残した。獲得賞金額が3位にランクインしたことで、37歳にて念願のKEIRINグランプリ初出場を果たしただけでなく、そのKEIRINグランプリでは優勝し（歴代15人目の覇者）、デビュー17年3か月での特別競輪初制覇を成し遂げた。また併せて、それまで井上茂徳が持っていたKEIRINグランプリ最年長優勝記録（KEIRINグランプリ'94での36歳）をも更新した（当時）。その勢いは翌2007年も持続し、同年3月に行われた平塚競輪場での日本選手権競輪では、決勝戦で大量落車が起きた中で会心の捲りで初優勝を果たし初のGIタイトルも獲得。これにより、2008年は同年より新設されたS級S班に昇格した。
2015年6月4日、西武園FI2日目第8レースで勝利し通算500勝を達成。規程により8月15日、青森競輪場にて通算500勝達成の表彰式が行われた。
現役晩年は加齢による脚力の衰えもあり、2019年1月よりA級に降格。その後も腰痛と膝痛に悩まされ、特に2021年下期（7月 - 12月）は9月までで僅か4走しかできず欠場を繰り返しており、また2022年上期はA級3班への降格が決定的となったこともあり、現役引退を決意。
2021年9月29日、選手登録消除。通算2650戦524勝（優勝66回、うちGI1回、GP1回）。通算獲得賞金は12億1637万4444円。
引退後は、飲食店や不動産取引などのプロデュースや経営の傍ら、オファーがあれば競輪の仕事にも携わっていく意向を示しており、引退直後から解説者としての活動を開始している。

## 主な獲得タイトルと記録
- 2006年 - KEIRINグランプリ06（京王閣競輪場）
- 2007年 - 日本選手権競輪（平塚競輪場）
- 年間賞金王1回 - 2006年

## エピソード
- デビューから暫くの間は自力型で、捲りを主体に活躍。ツボにはまるとその勢いは凄まじく、全盛期の吉岡稔真の逃げを捲ったこともある。捲り屋というイメージが強いが、これはデビュー当時の北日本ラインの薄さもあるためで、記念競輪では2周逃げをうちながらマークの井上茂徳を振り切ったレースもあった。
- 追込に転向してからも、時に先行選手が不発になった際は持ち前の捲りで上位に食い込んだこともあったが、晩年は脚力が衰えたこともあり追込のみで、いわゆる「マーク屋」となった。
- 現役時代はナイター競走での成績が良かったことから番長とも呼ばれており、本人も「自分は夜行性」と語っていた。
- 食生活に気を遣うアスリートが多い中で、有坂は競輪選手の中でも特に肉食党として知られており、自らのフェイスブックにもよく肉料理を食べる姿が掲載されている。